# Pedro Roncal
Pedro Guillermo Roncal Ciriaco (Pamplona, 23 de septiembre de 1962-Ibidem, 19 de agosto de 2018) fue un periodista, profesor y locutor español.

## Biografía
Se licenció en Ciencias de la Información por la Facultad de Comunicación de la Universidad de Navarra, donde desarrolló su labor docente durante más de veinte años, simultaneándola con su actividad periodística. Inició su trayectoria profesional en la emisora de Radiocadena Española en Pamplona en 1982 como locutor-comentarista. En las aulas universitarias formó a varias generaciones de profesionales de la comunicación como Helena Resano, Carlos del Amor, Almudena Ariza, Pedro Blanco o Jesús Cintora, entre otros.
En 1986 ingresó por oposición en Radio Nacional de España en Navarra al frente de la información deportiva. Posteriormente, entre 1993 y 1996, fue jefe de Informativos y Programas. 
En junio de 1996 se trasladó a Madrid al ser nombrado director de Radio 5. Tres años después, el 22 de junio de 1999, pasó a dirigir el Canal 24 horas de TVE, compaginando dicho cargo desde julio de 2000 con el de director adjunto de los Servicios Informativos de TVE hasta el 28 de abril de 2004. En 2000, buscando nuevos rostros para los Telediarios, recibió del realizador José Luis Hernández una cinta de Letizia Ortiz en CNN+, donde estaba trabajando por aquel entonces. Tras ver la cinta, llamó a la periodista para hacer una prueba de lectura a cámara y de improvisación, siendo contratada para presentar el Telediario Matinal.
Desde mayo de 2004 hasta el momento de su fallecimiento era docente del Máster de Periodismo de Televisión en el Instituto RTVE.
Falleció repentinamente, a causa de un infarto, mientras veraneaba en Pamplona. Fue incinerado en Pamplona al día siguiente.
Estaba casado con la periodista Pilar García Muñiz, con quien tenía un hijo.